# Акула-янгол димчаста
Акула-янгол димчаста (Squatina nebulosa) — акула з роду акула-ангел родини акулоангелові. Інша назва «димчастий морський янгол».

## Опис
Загальна довжина досягає 2 м. Зовнішністю схожа на Squatina formosa. Шипи на тілі відсутні. Голова велика. Морда округла з невеличкими вусиками. Очі маленькі, містяться на верхній частині голови. За ними розташовані великі бризкальця. Верхня губа має дугоподібну, напівовальну форму. Рот широкий. Зуби невеликі, гострі, розташовані у декілька рядків. У неї 5 пар зябрових щілин. Тулуб сильно сплющено. Грудні плавці широкі, майже прямокутної форми, краї наче обрізані, втім округлої форми. Має 2 маленьких спинних плавця, у хвостовій частині. Черевні плавці поступаються грудних плавцям. Анальний плавець відсутній. Хвостовий плавець невеличкий.
Забарвлення спини буро-піщане або синювато-коричневе, вкрито бляклими численними темними плямочками. Черево має білий колір. Грудні плавці мають темну облямівку.

## Спосіб життя
Тримається від мілини до 600 м, на верхньому схилі континентального шельфу. Воліє до піщаного або мулисто-піщаного ґрунту. Тут заривається, чекаючи на здобич. Живиться дрібною костистою рибою, ракоподібними і головоногими молюсками.
Це яйцеживородна акула. Має низьку репродуктивність.

## Розповсюдження
Мешкає в Японському (узбережжя Японії, Корейського півострова), Жовтому та Східно-Китайському морях (узбережжя Китаю і Тайваню).